# Корнелия Салонина
Корнелия Салонина (на латински: Cornelia Salonina; † 268, Милано) е Августа, съпруга на римския император Галиен.

## Биография
Салонина се омъжва за Галиен през 243 г., десет години преди той да се качи на трона. Тя е майка на Валериан Цезар, Салонин и Егнаций Мариниан.
Салонина е високообразована и хубава гъркиня от малоазийска Витиния и като императрица взема участие в духовните и културни събития. Нейният брак се смята за особено щастлив, тя придружава съпруга си при неговите походи и посещения. Тя е толерантна към християните.
Салонина вероятно е убита през 268 г. със съпруга си Галиен при атентат.